# タムシバ
タムシバ（田虫葉、学名: Magnolia salicifolia）は、モクレン科モクレン属に属する落葉高木から低木の1種である。別名としてカムシバやサトウシバ、ニオイコブシなどがある。葉はやや細長い披針形であり、早春の葉が展開する前に白い6花弁をもち芳香がある花が咲く（図1）。日本固有種であり、本州（日本海側に多い）、四国、九州に分布するが、世界各地で観賞用に植栽されることもある。精油を含み、つぼみは辛夷（しんい）として生薬に利用されることがある。
コブシに似るが、葉が細長く葉裏が白色を帯びる点、葉芽の鱗片が無毛である点、花の基部に葉がつかない点、萼片が比較的大きく（花弁長の1/3から1/2）無毛である点などで異なる。

## 名称
和名「タムシバ」の由来は2説あり、葉にタムシ状の斑点ができるためという説、あるいは、葉を噛むと独特の甘味があるため「カムシバ（噛む柴）」の名がつき、これが転じて「タムシバ」となったとする説がある。
別名として、カムシバやサトウシバ、ニオイコブシなどがある。ニオイコブシの別名は、葉を切ると芳香が漂うので名付けられたものである。
学名の種小名である salicifolia は「ヤナギの葉」の意味であり、タムシバの細長い葉の形を示している。

## 特徴
落葉広葉樹の低木から小高木であり、主幹はまっすぐに立ち、高さ3メートル (m) から大きなものは 10 m ほどになる（下図2a, b）。樹高は、類似種のコブシより一般にやや低い。樹皮は灰褐色で平滑、縦に皮目がならぶ。一年枝は緑褐色で無毛、托葉痕が枝を1周する。
葉は互生し、葉身は披針形から卵状披針形で長さ6–14センチメートル (cm) 、幅2–5 cm、全縁で基部はくさび形、先端は次第に尖り、裏面は白色を帯び若いときに微細な毛があり、質は薄い（上図2c）。コブシにくらべて葉が細長く、葉裏が白色を帯びる点で異なる。また葉などをもむと強い香りがし、かむと甘い。葉柄は長さ 1–1.5 cm。葉芽は小さく、無毛（下図3a）。頂芽である花芽は長卵形、長さ 1.7–2 cm、長く白い軟毛で覆われる（下図3a）。側芽は葉芽である。モクレン属共通の特徴で、冬芽の芽鱗は托葉2枚と葉柄基部が合着して、帽子状になる。葉痕はV字形や三日月形で、維管束痕は3–7個みられる。
花期は4–5月、葉が展開する前に直径 6–10 cm ほどの芳香がある両性花が咲くが、高緯度や高地では開花が6月ごろになることもある（上図3a, b）。花被片は広く開き、ふつう9枚が3枚ずつ3輪につき、外側の3枚は萼片状で白色で小さく（内側の1/3から1/2長）、内側の6枚は大きく長さ 4.5–6.5 cm、花弁状で白色（上図3b）。雄しべは棒状で赤褐色、多数、らせん状につき、花糸は短い（上図3c）。雌しべは緑色、多数でらせん状につく（上図3c）。コブシと異なり、花の基部に小型の葉がつくことはないが、葉の出現には個体差があるため花の咲き始めでは見分けにくい場合がある。花は雌性先熟であり、マルハナバチやハナバチ、ケシキスイ、オドリバエ、ハナアブなどによる送粉が報告されている。花の匂いの主成分は、1,2-ジメトキシベンゼンである。

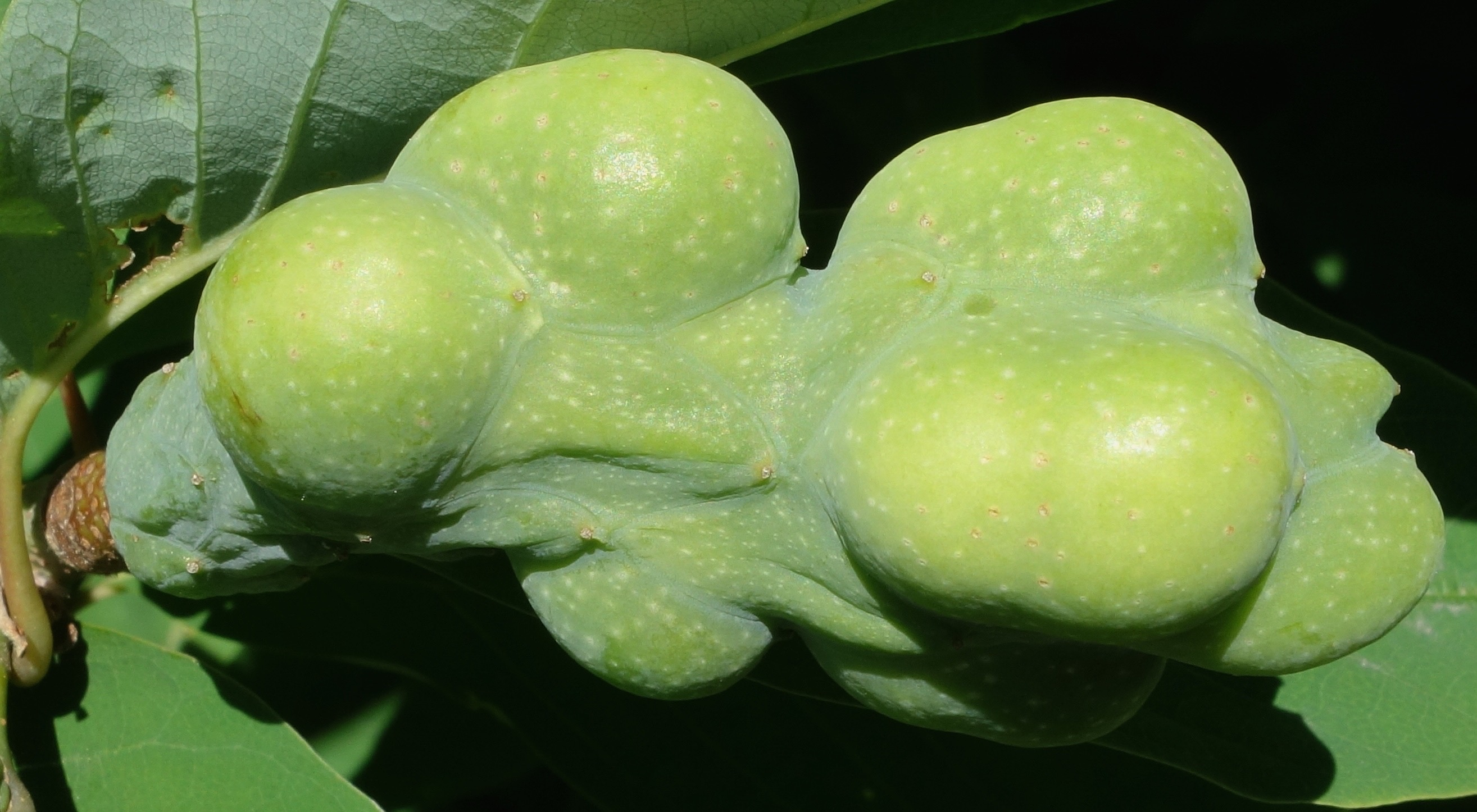
4. 果実（未熟）

果実は8–9月ごろに熟す。花後、花托は伸長し、個々の雌しべは無毛の袋果になり、これが集まった集合果は長楕円形でこぶし状、長さ 7–8 cm（図4）。各果実は裂開し、赤い種子が珠柄に由来する白い糸で垂れ下がる。種子は鳥やげっ歯類により散布される。染色体数 2n = 38。
種子形成以外にも、萌芽更新や伏条更新を行い、株状構造を形成することもある。

## 分布・生態

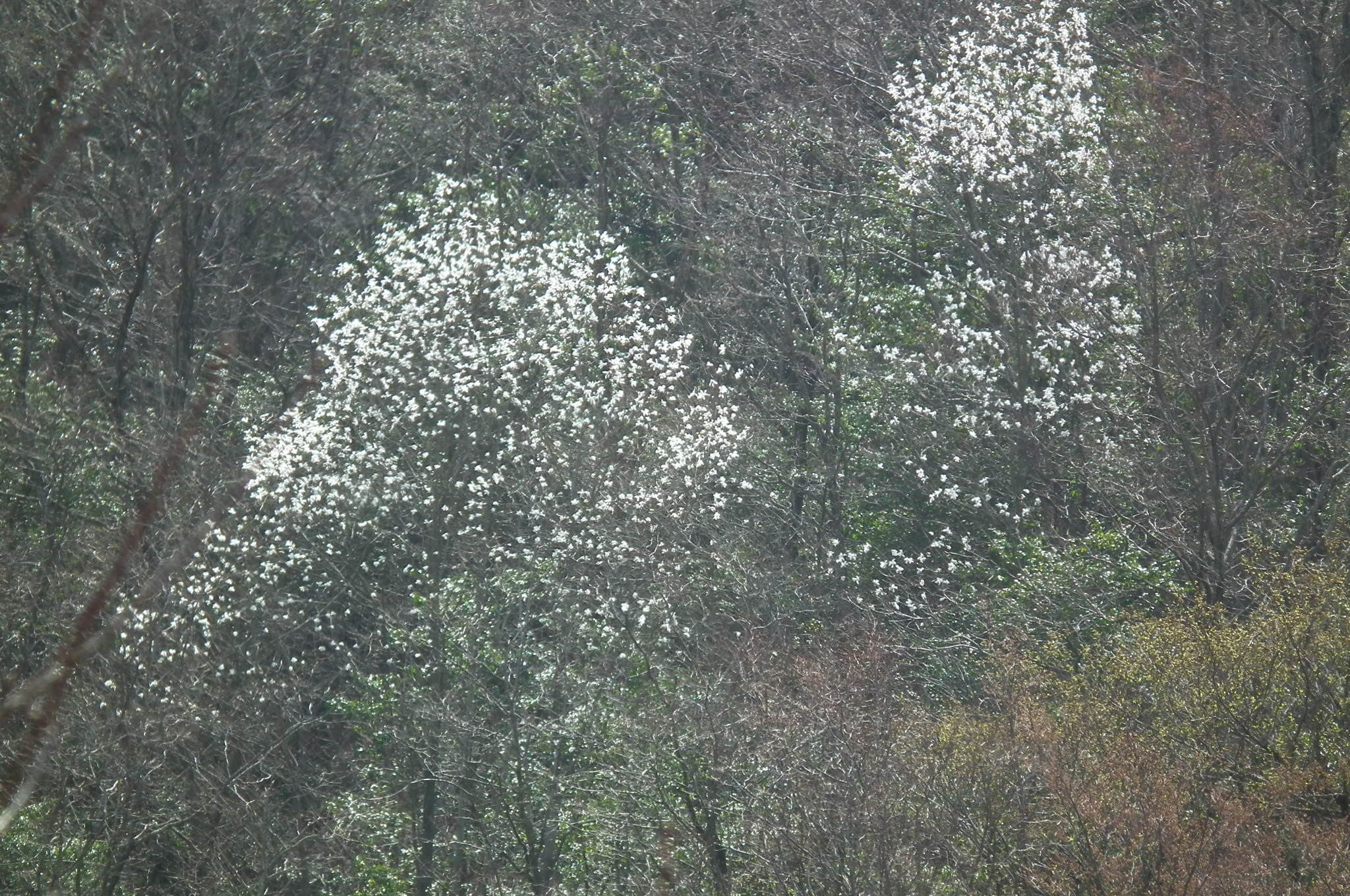
5. 兵庫県西ヶ嶽のタムシバ（高木型）

日本固有種であり、本州、四国、九州の温帯から暖帯上部に分布するが、日本海側に多く、東北や関東地方太平洋側には少ない。
タムシバは山腹から尾根に生育し、平坦地や沢筋に多いコブシやシデコブシとは生育環境が異なる。ただしこれらの種が側所的に生育する場所では、種間交雑が起こることもある。
下記のように、東北から中部地方日本海側に分布するもの（低木型）と、中部地方太平洋側から近畿、中国地方、四国、九州に分布するもの（高木型; 図5）が遺伝的に分けられることが示されている。
長崎県のレッドデータブックでは、準絶滅危惧種に指定されている。
オトシブミやエゴツルクビオトシブミは、タムシバを食樹とすることがある。白山山系では、ツキノワグマがタムシバの花を採食することが報告されている。

## 人間との関わり
タムシバは海外では観賞用に栽培されたり、品種作出の片親とされることがあるが、日本では園芸で利用されることは少ない。
シモクレンやコブシ、タムシバなどモクレン類のつぼみ（花芽）を風乾したものは「辛夷（）」とよばれ、鼻炎や頭痛、熱、咳などに対する生薬とされることがある。またタムシバは強い香りをもつため、抽出された精油成分が「ニオイコブシ」の名でアロマオイルとして流通している。
タムシバの辛夷の精油には多様性があり、リナロールやサフロールを主成分とするタイプI、リモネンやリナロールを主成分とするタイプII、シトラールを主成分とするタイプIIIが知られている。このような違いは地理的な違いに一致しており、タイプIは東北北部から太平洋側、北関東、タイプIIは東北日本海側から北陸、タイプIIIは長野県南部以西から採取される。下記のように、このような違いはタムシバ種内における遺伝的な差異と対応していると考えられている。
花は食用とされることがあり、さっと茹でておひたしや和え物にする。

## 分類
タムシバは、形態的特徴、遺伝的特徴、および分布域によって2つの型、低木型と高木型に分けられることが報告されている。低木型は斜上し樹高数メートル程度であり、雄しべ数/雌しべ数の比が大きく（50–70/15–40）、葉は大きく、幅広く、薄く、波打っている。一方、高木型は直立して樹高が林冠に達し、雄しべ数/雌しべ数の比が小さく（40–60/30–50）、葉は小さく、狭く、厚く、波打たない。低木型は東北から中部地方日本海側に分布し、高木型は中部地方太平洋側から中国地方、四国、九州に分布する。低木型と高木型は遺伝的にも分かれることが示されており、また上記のように花芽の精油成分も低木型（タイプIとII）と高木型（タイプIII）は異なることが示唆されている（上記参照）。分類学的には、高木型を基本変種（Magnolia salicifolia var. salicifolia）、低木型を変種ヒロハタムシバ（Magnolia salicifolia var. tokumotona）とすることが提唱されている。
コブシとの雑種はシバコブシ（Magnolia × kewensis）、シデコブシとの雑種は Magnolia × proctoria とよばれる。タムシバとシデコブシの交雑個体は全てタムシバを母樹としたものであることが知られており、逆方向の交雑ではほとんど種子が形成されないことが示されている。遺伝子浸透の方向は、シデコブシからタムシバへ一方向的である。
モクレン属を複数の属に細分する場合は、タムシバは Yulania に分類されることがある（Yulania salicifolia (Siebold & Zucc.) D.L.Fu）。しかし2022年現在、タムシバはふつうモクレン属に含められ、モクレン属のハクモクレン節（section Yulania）に分類される。